# Bruniquel
Bruniquel (Languedocien: Borniquèl) é uma comuna no departamento de Tarn-et-Garonne  na região de Occitanie  no sul da França.
O castelo de Bruniquel é o marco da comuna.

## Geografia
A pequena aldeia fortificada de 561 habitantes está a uma altitude de 250 metros (820 pé) junto ao rio Aveyron.
O rio Vère flui para o norte através da comuna, então deságua no Aveyron, que forma a maior parte da fronteira norte da comuna.